# Obelisco de Parnaíba
O Obelisco de Parnaíba é um monumento erigido pelo município de Parnaíba, no estado brasileiro do Piauí, em 1944, em comemoração pela passagem do primeiro centenário do município.

## História
O obelisco, projetado por João Aragão, foi inaugurado no dia 26 de dezembro de 1944 na administração do prefeito Mirócles Campos Veras..